# Susperia
Susperia – norweski zespół black/thrashmetalowy założony w 1998 roku pod nazwą Seven Sins. 

## Muzycy
| Obecny skład zespoły - Bernt Fjellestad – śpiew (od 2015) - Terje „Cyrus” Andersen – gitara (od 1998) - Christian „Elvorn” Hagen – gitara (od 1998) - Håkon „Memnock” Didriksen – gitara basowa (od 1998) - Kenneth „Tjodalv” Åkesson – perkusja (od 1998) |  | Byli członkowie zespołu - Pål „Athera” Mathiesen – śpiew (1998-2015) - Øyvind „Mustis” Mustaparta – instrumenty klawiszowe (1998-2000) Muzycy koncertowi - Bernt Fjellestad – śpiew (2009, 2014-2015) - Øyvind „Mustis” Mustaparta – instrumenty klawiszowe (2010-2011) |

## Dyskografia
| 2001                           | Predominance - Data: 1 marca 2001 - Wydawca: Nuclear Blast        | –  |
| 2002                           | Vindication - Data: 6 maja 2002 - Wydawca: Nuclear Blast          | –  |
| 2004                           | Unlimited - Data: 19 kwietnia 2004 - Wydawca: Tabu Recordings     | –  |
| 2007                           | Cut From Stone - Data: 2 kwietnia 2007 - Wydawca: Tabu Recordings | 39 |
| 2009                           | Attitude - Data: 19 maja 2009 - Wydawca: Candlelight Records      | 28 |
| „–” pozycja nie była notowana. |                                                                   |    |

| Rok  | Tytuł                                                              |
| ---- | ------------------------------------------------------------------ |
| 2005 | Devil May Care - Data: 26 września 2005 - Wydawca: Tabu Recordings |

| Rok  | Tytuł                                                                  |
| ---- | ---------------------------------------------------------------------- |
| 2000 | Illusions of Evil - Data: lipiec 2000 - Wydawca: brak (wydanie własne) |